# Улупи
Улупи (санскр. उलूपी, IAST: Ulūpī) — героиня древнеиндийского эпоса «Махабхарата», царевна нагов и одна из жён Арджуны. 
Когда Арджуна был в Манипуре, овдовевшая царевна нагов Улупи влюбилась в него. По её наущению, Арджуна был одурманен, похищен и перенесён в подземное царство нагов, где Улупи уговорила его жениться на себе. От Арджуны у Улупи родился Ираван. Позднее, Улупи возвратила Арджуну другой его жене — разбитой горем Читрангаде. Улупи сыграла значительную роль в воспитании сына Арджуны и Читрангады — Бабхруваханы. Улупи также вернула Арджуну к жизни после того, как он погиб в битве с Бабхруваханой. После того, как Арджуна убил Бхишму в Битве на Курукшетре, он был проклят братьями Бхишмы Васу. Улупи сняла с Арджуны это проклятие.